# 原田幸哉
原田 幸哉（はらだ ゆきや、1975年10月24日 - ）は、三重県出生、愛知県出身の競艇選手。
76期、登録番号3779、身長172cm、体重52kg、血液型はB型。弟子には柳沢一、横家翔一、後藤陽介、水野望美らがいる。

## 人物・エピソード
- 小さい頃から父に連れられて蒲郡競艇場を訪れていた。そのうちに原田もはまり、中学卒業後に「競艇選手の準備期間として」海上自衛隊に入隊[1]。1994年退職し、本栖に入所した（後述）。
- 元プロ野球選手の井端弘和とは中日ドラゴンズ在籍時代から仲が良い[2][3]。特に2009年の競艇王チャレンジカップ（常滑競艇場）の開催直前、井端が中日スポーツに寄せた激励文が「愛知のエースはもうお前じゃなくて池田浩二だ」といったような「仲がいい故に、あえて突き放すような」という内容であった為に原田も「最初はカチンときたが、これが逆に励みになった」と語り、優勝を飾った。レース後には井端からは祝福のコメントが寄せられている。なお、2007年8月7日にナゴヤドームで行われた中日対広島の地上波ローカルで試合中継を行っていたテレビ愛知の侍スタジアムにゲスト出演した[要出典]。2021年現在は元サッカー選手の武田修宏とも交友があり、原田・井端・武田の3人でトークショーを行うこともしばしばある[4]。
- 以前は愛知県稲沢市（旧祖父江町）に住んでいたが、2009年2月に再婚し、2011年7月に沖縄県南城市へ移住[5]。しばらく所属は愛知支部のままであったが、2017年4月1日付けで妻の出身地である長崎支部に移籍した。

## 競走スタイル
- レースではコーナーでの強烈なダンプが持ち味だが、時には不良航法を取られることもある。2007年の笹川賞競走優勝戦では5号艇での登場となったが、1周目2マーク先マイに出た2号艇の松井繁に対しダンプを行い、松井があわや転覆しそうになるハプニングがあった。結果は1号艇で同期の瓜生正義が優勝、原田自身は2着となったが、故意ではないかと騒動となった。また、2008年の笹川賞競走準優勝戦の3周目2マークにおいて、2番手を走っていた田村隆信にダンプを行い4番手から一気に逆転したものの、不良航法を取られ賞典レース除外となり、優勝戦出場を逃した。
- 2009年12月、江戸川競艇場で開催されていたGIダイヤモンドカップ最終日第4レースで1本目のフライング（コンマ03）を切ると、住之江競艇場の第24回賞金王決定戦トライアル2日目（賞金王シリーズを含めると4日目）となる第11レースに2本目のフライング（コンマ02）。これにより前期未消化のF休みを含めて合計120日の出場停止となり、2010年後期のB級陥落（最終的に60走、事故率0.70でB1級）が確定した。賞金王トライアルの罰則でSG4節、GI 3カ月の選出除外を受けたが、GIは2011年の尼崎周年記念競走で復帰し、復帰戦を優勝で飾った。
- 2013年5月、平和島競艇場の周年記念で初日に転覆事故を起こし[1]、その後の整備を怠ったため4日目にロワーナット脱落による速度低下を起こす。選手責任の整備不良により即刻帰郷処分が下された。のちに褒賞懲戒審議会で7月30日から3ヶ月の出場停止の処分となり、復帰後もSGを1年間選出除外[6]、さらに1年半にわたって重賞戦線から遠ざかることを余儀なくされた[1]。これにより出走回数不足のためB2級に陥落したが、後年A1級へ復帰を果たしている。

## 経歴
- 1994年3月、76期訓練生として本栖研修所へ入所。同期には横西奏恵、瓜生正義、魚谷智之など。
- 1995年4月、同研修所卒業。リーグ戦勝率6.64優出2回優勝0回。
- 1995年6月、蒲郡競艇場（一般戦）でデビュー。初出走初勝利を決めるも節の最後でフライングを喫する。
- 1996年7月、児島競艇場（一般戦）でデビュー初優出（5着）。
- 1996年10月、三国競艇場（一般戦）でデビュー初優勝。
- 1997年1月、江戸川競艇場（一般戦）でデビュー2度目の優勝。
- 1997年、結婚。この年、優勝5回で1997年度の最優秀新人賞に選ばれる。
- 2000年1月、びわこ競艇場（新鋭王座決定戦）でGI初優勝。
- 2002年1月、常滑競艇場（一般戦）で初の完全優勝。
- 2002年10月、平和島競艇場（全日本選手権競走）でSG初優勝。
- 2002年10月、児島競艇場（競艇キングカップ）で2度目のGI優勝。
- 2002年12月、大村競艇場（モーターボート大賞）で3度目のGI優勝。
- 2004年4月、宮島競艇場（宮島チャンピオンカップ）で4度目のGI優勝。
- 2004年6月、浜名湖競艇場（グランドチャンピオン決定戦）で2度目のSG優勝。
- 2005年1月、尼崎競艇場（近松賞）で5度目のGI優勝。
- 2006年9月、常滑競艇場（一般戦）、びわこ競艇場（一般戦）で連続完全優勝を達成。19連勝を記録した。
- 2006年10月、宮島競艇場（宮島チャンピオンカップ）で6度目のGI優勝。
- 2007年11月、芦屋競艇場（モーターボート大賞）で7度目のGI優勝（モーターボート大賞では2度目）。
- 2007年11月、常滑競艇場（ダイヤモンドカップ）で8度目のGI優勝。
- 2009年2月、再婚。
- 2009年5月3日、蒲郡競艇場で通算1000勝達成。
- 2009年11月29日、常滑競艇場（競艇王チャレンジカップ）で3度目のSG優勝。
- 2009年12月、罰休を課され2010年前期はB1級に陥落（前述）。
  - 2010年6月21日、下関競艇場（一般戦）で完全優勝。
- 2011年1月17日、尼崎競艇場（近松賞）で9度目のGI優勝。近松賞は2勝目。
- 2011年1月26日、若松競艇場（一般戦）で通算50回目の優勝。若松では初優勝。
- 2013年5月、平和島競艇場の周年記念で即刻帰郷処分
- 2013年7月、褒賞懲戒審議会で3ヶ月の出場停止の処分、復帰後1年間SG出場除外された[6]。B2級陥落。
- 2017年、長崎支部では第2回の1987年以来となる30年ぶり2人目のグランプリ出場選手となった。
- 2018年後期、フライングによる出走回数不足でA2級に陥落。
- 2018年9月、徳山競艇場にて全24場優勝達成。
- 2020年11月、津競艇場（ツッキー王座決定戦）で10回目のGI優勝。
- 2021年4月、下関競艇場（マスターズチャンピオン）で初出場初優勝。
- 2021年8月、元地元の蒲郡競艇場で開催されたボートレースメモリアルで優勝。  蒲郡記念初優勝を飾るとともに、長崎支部として34年ぶりのSG優勝を成し遂げた。
- 2022年5月、第49回SGボートレースオールスター優勝戦で、3コースからコンマ09のトップスタートでまくり差しを決め、オールスター初優勝。通算5回目のSG優勝を果たした[7]。

## SG・GI・GII優勝経験

### SG
- 第49回全日本選手権競走（2002年・平和島競艇場）
- 第14回グランドチャンピオン決定戦競走（2004年・浜名湖競艇場）
- 第12回競艇王チャレンジカップ（2009年・常滑競艇場）
- 第67回ボートレースメモリアル（2021年・蒲郡競艇場）
- 第49回ボートレースオールスター（2022年・宮島競艇場）

### プレミアムG1
- マスターズチャンピオン（2021年・下関競艇場）

### G1
- 新鋭王座決定戦競走（2000年・びわこ競艇場）
- 競艇キングカップ（2002年・児島競艇場）
- モーターボート大賞（2002年・大村競艇場、2007年・芦屋競艇場）2度優勝。
- 宮島チャンピオンカップ（2004年、2006年・宮島競艇場）2度優勝。
- 近松賞（2005年、2011年・尼崎競艇場）2度優勝。
- ダイヤモンドカップ（2007年・常滑競艇場、2017年・大村競艇場）2度優勝。
- マーメイドグランプリ（2012年・常滑競艇場）
- 海の王者決定戦（2015年、2019年、2024年・大村競艇場）3度優勝。
- 競帝王決定戦（2017年・下関競艇場)
- 高松宮記念特別競走（2020年・住之江競艇場)
- ツッキー王座決定戦（2020年・津競艇場）